# Taoisme Yao
El taoisme yao és la religió ètnica del poble yao, un grup ètnic no sinític que viuen a Guangxi, Hunan i les províncies veïnes de la Xina. La seva religió està profundament entremesclada amb el taoisme des del segle xiii, per això se'l defineix com a «taoisme yao» (道教 道教Yáozú Dàojiào). En la dècada del 1980 es va considerar que els yao s'identificaven clarament amb la literatura teològica taoista en idioma xinès, considerada com un prestigiós estatut de la cultura (文化wénhuà).
La religió popular de Yao va ser descrita per un erudit xinès de la meitat del segle XX com un exemple de profunda «taoisació» (道教 化Dàojiàohuà). La teologia central de Yao i la cosmologia és taoista; adoren a les deïtats del taoisme canònic —sobretot als Tres Purs— com les principals deïtats, mentre que els déus menors són aquells que pertanyen a la seva pròpia religió indígena de pre-taoisme.
La raó d'aquesta identificació estreta de la religió yao i la identitat amb el taoisme és que en la societat yao, cada adult masculí s'inicia com a taoista, i el taoisme yao és, per tant, una religió comunitària; això contrasta amb el taoisme xinès, que és una ordre de sacerdots que s'han apartat de la religió tradicional xinesa. Un sentit compartit de la identitat de Yao es basa a més a rastrejar la seva descendència de l'ancestre mític Panhu.

## Aspectes socials
esquerra|miniatura|Dones yao
S'ha vist que el taoisme Yao representa una forma conservadora de pràctica religiosa, exhibint paral·lelismes amb el taoisme comunitari que va florir amb els moviments taoistes més primerencs de la Xina i amb els dejunis col·lectius de la Xina medieval. Tot i que els yao són parlants de llengües no sinítiques mèniques, la seva tradició litúrgica taoista és en l'escriptura i l'idioma xinès.
La forta identitat de la societat yao com una església taoista, i la seva alta alfabetització, són vistos com els factors de l'orgullosa resistència dels yao del sud-est asiàtic a la penetració missionera cristiana durant els anys seixanta i setanta.

## Sacerdoci
En la religió yao tots els homes adults són iniciats fins a cert punt en el clergat taoista. Els «tsow» (sacerdots taoistes) diuen que els sacerdots realitzen ritus per als déus superiors del panteó («sobre el cel») i funerals oficials. D'altra banda, la religió popular de Yao tenen una classe de sacerdots o xamans menors, els sip templa, que realitzen rituals per als déus menors («sota el cel»).
Existeixen quatre nivells d'iniciació a l'església taoista Yao, anomenats: «penjar els llums» (kwa-tang), «ordenació del mestre» (tou-sai), després de la qual als ordenats se'ls dona un segell i un certificat per realitzar una varietat de ritus, i els dos nivells addicionals de «tasques d'addició» (chia-tse) i «litúrgies d'ensenyament» (pwang-ko).
El Sai nzung sou és el llibre de cerimònies per convidar als mienv zoux ziouv, els bons esperits que protegeixen el lloc. Els mienv morh són, en canvi, esperits enutjats que causen malalties i tragèdies.

## Altar de la casa
El mienv baaih és l'altar dels déus de la casa dels Yao, en un lloc fàcilment visible des de la porta principal. El seu objectiu és acollir als esperits (mienv). El mienv kuv és una tauleta amb els noms dels avantpassats de la família col·locats sobre l'altar; un altre costum és l'ús d'imatges dels avantpassats en lloc de les tauletes.

## Rituals i psicologia

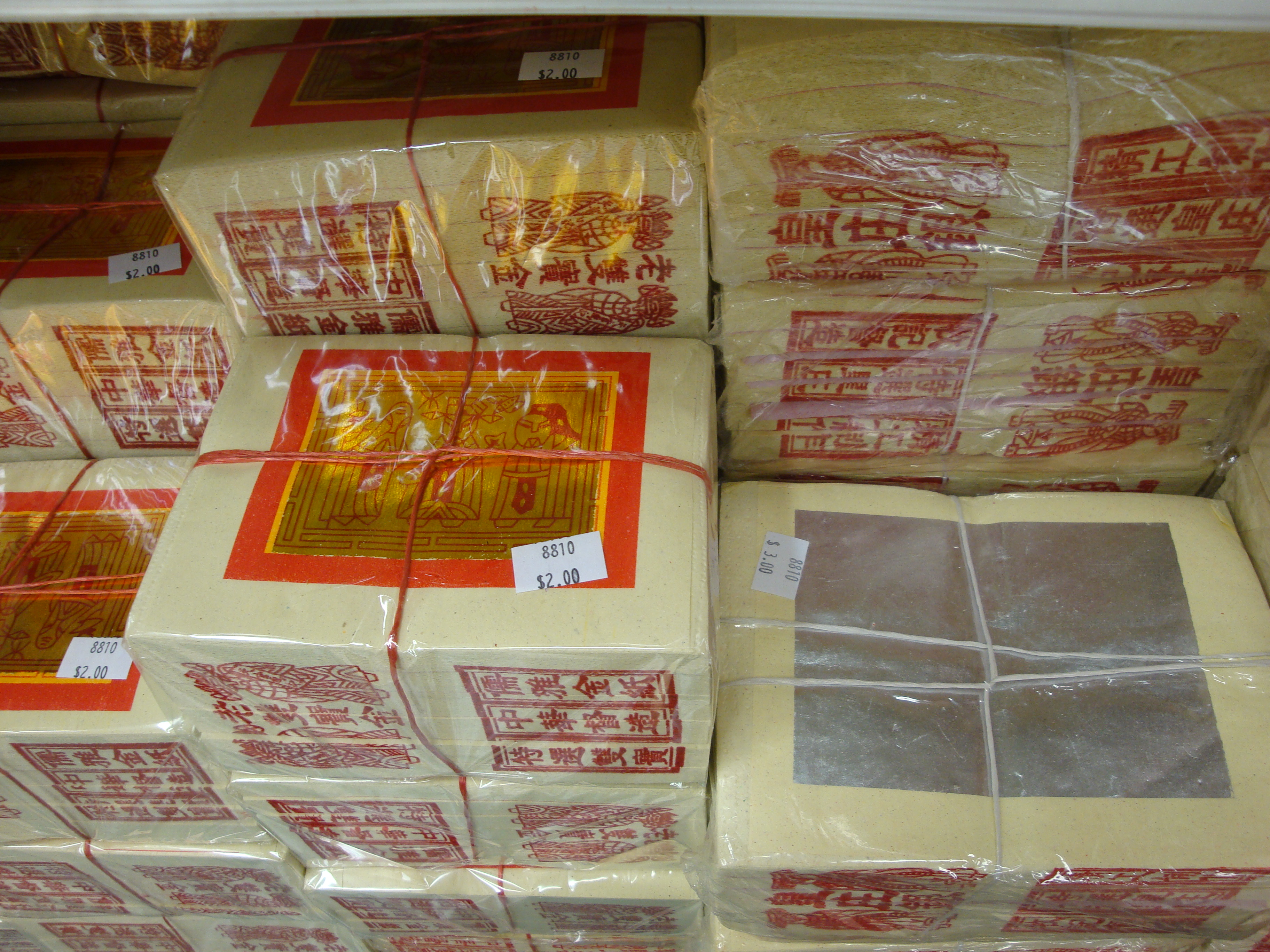
Diner espiritual tradicional (金紙) en paquets per a la seva venda.

Després de la mort d'una persona, els sacerdots realitzen el zoux caeqv, una cerimònia per alliberar el cos del pecat. Després el sacerdot realitza un ritual d'aigua, el zoux sense, per purificar el cos mort dels esperits malignes. Finalment, el sacerdot realitza el doh dangh caeqv jaiv, una cerimònia per purificar de la influència dels esperits malignes l'ànima de la persona morta.
El zoux sense-seix és un ritual final per donar a l'esperit una vida després de la mort pacífica i la felicitat en la nova generació que ha de venir, ja que els taoistes Yao creuen en la hoz seix o reencarnació. Altres pràctiques involucren diners espirituals i sacrifici.